# Гірниче бюро США
Протягом більшої частини 20-го століття Гірниче бюро США (USBM) було основним урядовим агентством Сполучених Штатів, яке проводило наукові дослідження та поширювало інформацію про видобуток, обробку, використання та збереження мінеральних ресурсів. У 1996 році Бюро ліквідовано.

## Історія
Гірниче бюро США створили в Міністерстві внутрішніх справ США 16 травня 1910 року відповідно до Органічного закону (публічний закон 179) для боротьби з хвилею катастрофічних гірничодобувних аварій. Місію Бюро поступово розширили, щоб включити:
- Проведення досліджень для підвищення безпеки, здоров'я та впливу на навколишнє середовище видобутку та переробки мінералів і матеріалів.
- Збір, аналіз і поширення інформації про видобуток і переробку понад 100 корисних копалин по всій країні та в понад 185 країнах світу.
- Аналіз впливу запропонованих законів і нормативних актів, пов'язаних із корисними копалинами, на національні інтереси.
- Виробництво, зберігання, продаж і розповсюдження гелію для важливих державних заходів.
- Рекомендації щодо використання респіраторів, а після катастрофи в тунелі «Яструбине гніздо» — регулювання та схвалення респіраторів.[4]

Першим директором USBM був Джозеф Остін Голмс, піонер у сфері безпеки та гігієни праці. Він служив з 1910 року до своєї смерті в 1915 році.
Від часу свого створення USBM розглядався, як на національному, так і на міжнародному рівнях, як координаційний центр для нової та нової науки та технологій у галузі корисних копалин. З моменту участі в конкурсі в 1978 році Бюро шахт виграло 35 нагород R&D 100, які щорічно присуджуються R&D Magazine за 100 найважливіших дослідницьких інновацій року. Це дивовижне досягнення, якщо врахувати невеликий розмір дослідницького бюджету Бюро порівняно з конкуруючими організаціями, такими як E.I. du Pont de Nemours and Company, Westinghouse Electric Corporation, General Electric Company, Hitachi, Міністерство енергетики США та NASA.